# Eolienne
Eolienne ist der Name eines ripsähnlichen Stoffes aus Halbseide, der seit mehr als hundert Jahren benutzt wird.
Für den Kettfaden wurde ursprünglich Seide verwendet
Inzwischen wurde die Seide durch Viskosefasern ersetzt. Der Schussfaden hingegen besteht meist aus Kamm- oder Viskosegarn und weist lediglich eine Drehungsrichtung auf. Ähnliche Stoffe sind Veloutine sowie Burat.